# Gare du Chemin d’Antony
Gare du Chemin d'Antony vasútállomás és RER állomás Franciaországban, Antony településen.

## Vasútvonalak
Az állomást az alábbi vasútvonalak érintik:
- Choisy-le-Roi-Massy - Verrières-vasútvonal

## Kapcsolódó állomások
A vasútállomáshoz az alábbi állomások vannak a legközelebb:
- Gare de Rungis - La Fraternelle (Gare de Pontoise, Gare de Versailles-Château-Rive-Gauche, Choisy-le-Roi-Massy - Verrières-vasútvonal, RER C)
- Gare de Massy - Verrières (Gare de Massy - Palaiseau, Choisy-le-Roi-Massy - Verrières-vasútvonal, RER C)

## Lásd még
- Franciaország vasútállomásainak listája
- A RER állomásainak listája